# ۸۹۱ (میلادی)
۸۹۱ (میلادی) هشتصد و نود و یکمین سال تقویم میلادی است.

## درگذشتگان
‎